# 石狩支庁

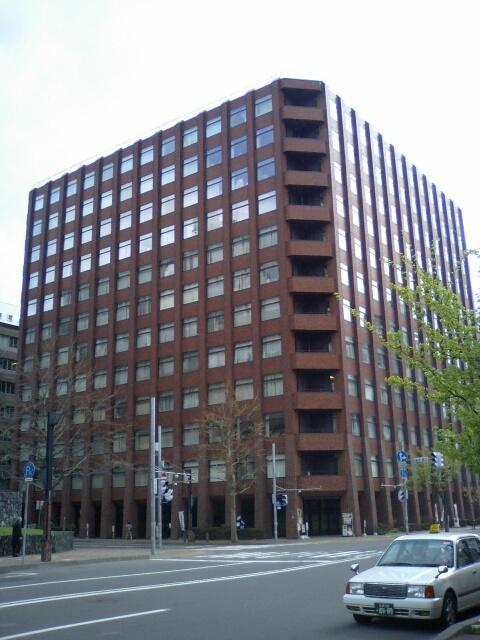
石狩振興局がある北海道庁別館

石狩支庁（いしかりしちょう）は、かつて北海道に存在した支庁のひとつ。支庁名は石狩国に由来する。北海道西部に位置し、6市1町1村を管轄していた。国内8位の兵庫県並みの人口密度となっている。支庁所在地は札幌市中央区。2010年（平成22年）4月1日、石狩振興局に改組。
支庁舎は北海道庁の本庁舎の別館。管内南部に支笏洞爺国立公園、北部に暑寒別天売焼尻国定公園、江別市に道立自然公園野幌森林公園がある。

## 歴史
- 1897年（明治30年） - 札幌支庁を設置。
- 1922年（大正11年）8月17日 - 石狩支庁に改称。
- 1948年（昭和23年）10月20日 - 地方自治法の施行に基づき支庁は都道府県が条例で任意に設置する総合出先機関となり、北海道支庁設置条例（昭和23年9月27日条例第44号）が施行される（条例で石狩郡を所轄区域、支庁の位置を札幌市と定める）[1]。
- 1975年（昭和50年） - 石狩町（現・石狩市）樽川地区の一部を小樽市（後志支庁）へ移管。
- 2008年（平成20年）6月28日 - 北海道議会において､石狩支庁を空知支庁に編入する等､14支庁を9地域に再編し、名称を支庁から地域振興局に改める旨の条例案が可決された｡この条例では、石狩振興局は道央総合振興局（空知支庁より改組）の下に置かれることになっていた。
- 2009年（平成21年）3月31日 - 他の総合振興局への編入対象となった支庁の反発を受け、北海道議会で条例の改正案が可決。これに伴い、振興局は総合振興局と同等の扱い（地方自治法上の支庁）へ改められるとともに、広域で所管することが望ましい業務に関しては隣接する総合振興局の所掌事務とすることが出来るとされた。
- 2010年（平成22年）4月1日 - 石狩支庁が廃止され、石狩振興局が発足。

## 地理

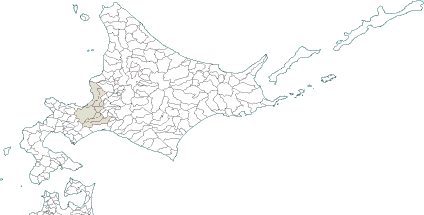
道内における石狩支庁の位置

南西部は山岳地帯、中央部は石狩川を中心とする石狩平野が広がり、北部は背後に増毛山地を抱える海岸地域である。鳥取県とほぼ同じ面積であり、道内支庁の中では2番目に狭い（参照）。人口は宮城県（約236万人）と同程度（参照）。札幌市に人口の8割以上が集中している。人口密度は約655人/km2で、北海道最大の人口密度（兵庫県と同等、宮城県の倍以上）となっている。
- 山：恵庭岳
- 河川：石狩川、千歳川
- 湖沼：支笏湖

## 地域
石狩国

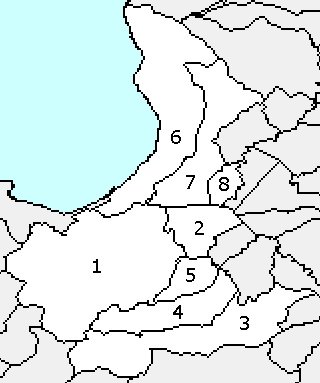
石狩支庁の自治体
1. 札幌市2.江別市3. 千歳市4. 恵庭市5. 北広島市6. 石狩市7. 当別町8. 新篠津村

- 札幌市：中央区 - 北区 - 東区 - 白石区 - 豊平区 - 南区 - 西区 - 厚別区 - 手稲区 - 清田区
- 江別市
- 北広島市
- 石狩市
- 石狩郡：当別町 - 新篠津村

胆振国
- 千歳市
- 恵庭市

## 行政
石狩支庁管内、すなわち現在の石狩振興局管内の市町村は、複合的一部事務組合である札幌広域圏組合を構成している。同組合では、図書館ネットワーク事業や職員研修の合同化等の事業を行っている。

## 交通

### 空港
- 新千歳空港
- 丘珠空港

### 鉄道路線
- 北海道旅客鉄道
  - 函館本線
  - 千歳線
  - 札沼線（学園都市線）
  - 石勝線
- 札幌市営地下鉄（札幌市交通局）
  - 南北線
  - 東西線
  - 東豊線
- 札幌市電（札幌市交通局）
  - 一条線、山鼻線、山鼻西線（この3線を通した1系統のみ）

### 道路
- 高速道路
  - 道央自動車道
  - 札樽自動車道
  - 道東自動車道
- 一般国道
  - 国道5号
  - 国道12号
  - 国道36号
    - 道の駅花ロードえにわ

  - 国道230号
  - 国道231号
  - 国道234号
  - 国道274号
  - 国道275号
  - 国道337号
    - 道の駅サーモンパーク千歳

  - 国道453号

## 視聴できるテレビ局
- NHK札幌放送局
- 北海道放送 札幌放送局
- 札幌テレビ放送 札幌放送局
- 北海道テレビ放送
- 北海道文化放送
- テレビ北海道

※ 全局音声多重放送実施。

## 聴取できるラジオ局
- AM
  - NHKラジオ第1　札幌
  - NHKラジオ第2　札幌
  - 北海道放送（HBCラジオ）
  - STVラジオ
- FM
  - NHK-FM　札幌
  - エフエム北海道 (AIR-G)
  - NORTH WAVE

※ 石狩市北部方面や苫小牧市寄りの地域を除く地域では、石狩管内にあるコミュニティFM10局をほぼすべて受信できる。